# Mariaberg (Gammertingen)
Mariaberg ist ein Stadtteil der Kleinstadt Gammertingen und bildet zusammen mit dem weiteren Ortsteil Bronnen (etwa einen Kilometer südlich an Mariaberg angrenzend) eine Gammertinger Verwaltungseinheit mit gemeinsamem Ortschaftsrat. Der Ortsteil Mariaberg liegt knapp vier Kilometer nördlich der Gammertinger Kernstadt im Landkreis Sigmaringen in Baden-Württemberg. Das Dorf hat rund 500 Einwohner. Es ist Hauptsitz einer Einrichtung der Jugend- und Behindertenhilfe im Diakonischen Werk, vormals als Mariaberger Heime bekannt, seit Mitte 2008 umbenannt in Mariaberg e. V. Dessen Hauptverwaltung ist im ehemaligen Benediktinerinnen-Kloster Mariaberg, auf das der Name des Stadtteils zurückgeht, in exponierter Lage der Ortschaft untergebracht.

## Geographie
Mariaberg ist der nördlichste Ort im Landkreis Sigmaringen und grenzt im Norden unmittelbar an den Landkreis Reutlingen und im Westen an den Zollernalbkreis. Er befindet sich auf der Schwäbischen Alb im Regionalverband Bodensee-Oberschwaben. Der Ort liegt mit seiner hauptsächlichen Gebäudebebauung auf einer Anhöhe (bis ca. 780 m ü. NN ansteigend) über dem etwa 680 m ü. NN liegenden Tal der Lauchert an der Bundesstraße 313 auf halber Strecke zwischen den jeweils etwa 30 Kilometer entfernten Kreisstädten Sigmaringen (im Süden) und Reutlingen (im Norden).

## Geschichte

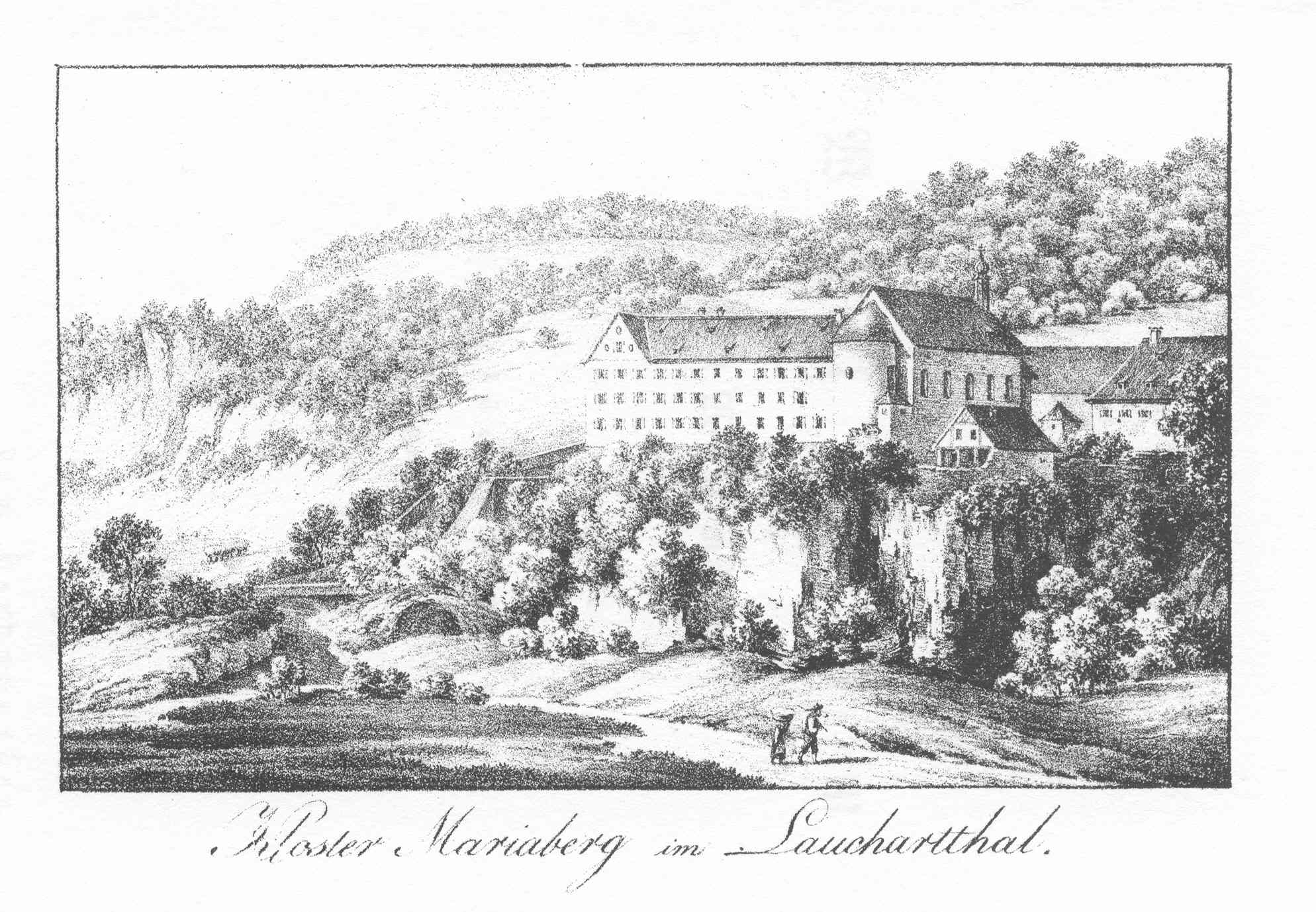
Kloster Mariaberg (Nordostansicht, Lithographie von 1823)

Mariaberg als Heilanstalt, das ehemalige Kloster links oben im Bild, Südostansicht, Ansichtskarte von 1919

Namensgeber dieses Stadtteils ist das zwischen dem 13. und Anfang des 19. Jahrhunderts etwa 600 Jahre von Nonnen bewirtschaftete Kloster. Es wurde wahrscheinlich von den Grafen von Gammertingen gegründet und stand später samt der ihm gehörenden Herrschaft Bronnen unter der Vogtei der Herrschaft Gammertingen. Zunächst waren es Dominikanerinnen, dann – vermutlich ab Ende des 13. Jahrhunderts – Benediktinerinnen, die darin lebten. Im Zuge der unter der französischen Hegemonialpolitik Napoléon Bonapartes erfolgten Säkularisation wurde neben vielen anderen kirchlichen Besitzständen auch das Kloster Mariaberg im Jahr 1802 enteignet und dem Herzogtum Württemberg zugeschlagen (ab 1806 Königreich Württemberg, mit Bronnen als Teil einer Exklave beim Oberamt Reutlingen). Nach dem Tod der letzten Äbtissin verließ die zu deren Betreuung noch verbliebene Ordensschwester 1837 das Kloster, das daraufhin zehn Jahre leer stand.
Am 1. Mai 1847 bezog der Uracher Oberamtsarzt Carl Heinrich Rösch mit einer Gruppe von als geistig behindert geltenden jungen Menschen und Betreuungspersonal das vormalige Kloster und gründete die „Heil- und Pflegeanstalt Mariaberg“. Als Anhänger der demokratischen Bewegung verlor Rösch nach der Niederschlagung der bürgerlichen Revolution von 1848/1849 seine Reputation bei seinem formellen Auftraggeber, dem württembergischen Königshaus, und emigrierte 1853 in die Vereinigten Staaten. Die von ihm aufgebaute Behinderteneinrichtung in Mariaberg blieb jedoch bestehen und wurde von seinen Nachfolgern weiter entwickelt und ausgebaut.
Das zentrale ehemalige Klostergebäude ist heute der Verwaltungssitz der ursprünglich von Rösch gegründeten, 1966 in „Mariaberger Heime“ umbenannten Einrichtung für ambulante und stationäre Hilfen für Menschen mit unterschiedlichen geistigen, körperlichen oder psychischen Behinderungen aller Altersgruppen. Nach 1945 wurde die Einrichtung Mitglied des Diakonischen Werkes Württemberg.
Mariaberg gilt als älteste Komplexeinrichtung der Behindertenhilfe in Deutschland, die von Beginn an einen über eine bloße Verwahranstalt hinausgehenden Ansatz hatte. Dieser Ansatz beinhaltete bereits bei der Gründung im 19. Jahrhundert einen damals revolutionären Anspruch der Behindertenbetreuung und -Förderung auf medizinisch-wissenschaftlicher Grundlage – mit Angeboten der Beschulung, der Beschäftigung und des Wohnens.

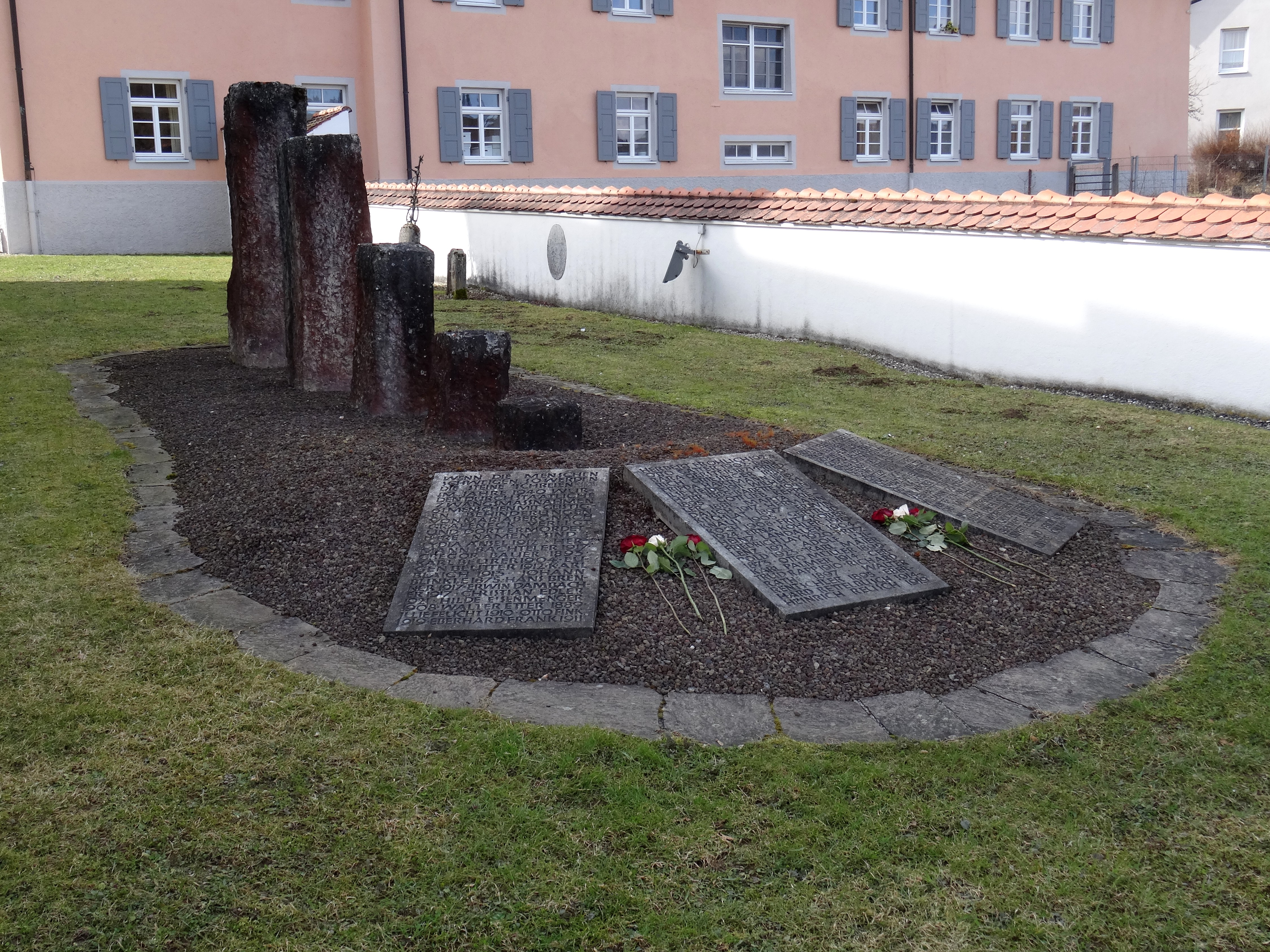
Mahnmal für die Mariaberger Opfer der Aktion T4

Bei alledem blieb Mariaberg im Lauf der Geschichte von historisch verhängnisvollen Entwicklungen nicht ausgespart. Besonders gravierend war hierbei die im Rahmen des so genannten „Euthanasie“-Programms Aktion T4 des NS-Regimes 1940 durchgeführte Deportation von 61 behinderten und chronisch kranken Männern und Frauen in die etwa 25 Kilometer nordöstlich gelegene Tötungsanstalt Grafeneck, wo sie zusammen mit insgesamt etwa 10.000 weiteren Behinderten ermordet wurden (siehe: Liste von Abgabeanstalten an die NS-Tötungsanstalt Grafeneck). 
In zwei Transporten wurden die Mariaberger am 1. Oktober und erneut am 3. Dezember 1940 mit den so genannten Grauen Bussen abgeholt. Zur Erinnerung an diese Opfer des Nationalsozialismus wurde am 27. September 1990 eine vom Ulmer Bildhauer Harald Walter errichtete Gedenkstätte als Mahnmal mit fünf abgestuften, in Richtung Grafeneck kleiner werdenden Steinsäulen neben der Mariaberger Klosterkirche eingeweiht. Die drei Gedenktafeln vor dem ansteigenden (Feuer und Asche symbolisierenden) Wall aus Lavakies zählen unter der Überschrift „Wenn die Menschen schweigen, so werden die Steine schreien (Lk 19,40 )“ die Namen und jeweiligen Geburtsjahre der ermordeten Mariaberger Opfer auf, bevor der Text mit den Worten endet: „Ihr Tod verpflichtet uns, allem Denken und Tun zu widerstehen, das menschliches Leben in lebenswert und lebensunwert einteilen will. – „Und vergib uns unsere Schuld“ (Mt 6,12 )“. Seit 1991 wird im Zusammenhang mit der bundesweiten Ökumenischen Friedensdekade durch Mariaberg und das Lebenshaus Schwäbische Alb eine Mahnwache am Mahnmal organisiert. Im ehemaligen Konventsgebäude befindet sich zudem seit Herbst 1990 die Dauerausstellung „Die Ermordung von Menschen mit geistigen Behinderungen aus Mariaberg im Jahre 1940“.

## Klosterkirche

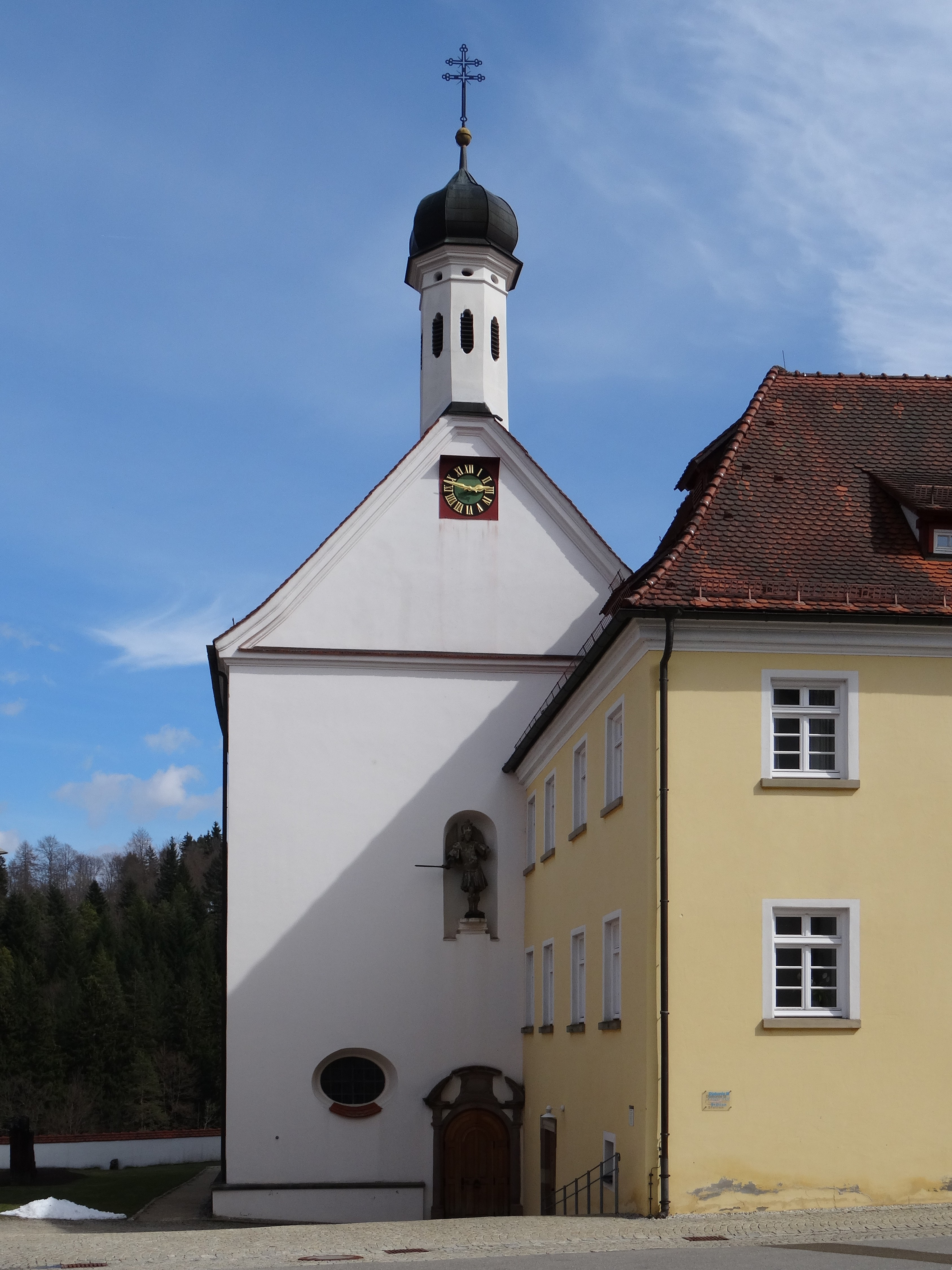
Außenansicht des Portalbereichs der Mariaberger Klosterkirche als Anbau am Nordflügel des vormaligen Klosters (2015)

Die Klosterkirche Mariabergs gilt als ein „Kleinod“ des barocken Sakralbaus im südlichen Württemberg. Die Kirche und das Kloster wurden von 1682 bis 1686 unter Michael Thumb und Franz Beer neu erbaut. Ebenso wie die Klostergebäude steht sie unter Denkmalschutz. Neben Barockaltären sind in der Klosterkirche Fresken und Skulpturen zu sehen, darunter eine Pietà aus dem 14. Jahrhundert. Durch eine sensible Renovierung blieb der authentische Charakter des Innenraums erhalten. Mit ihren hochgeschwungenen Bögen und ihrer klaren Akustik bildet die Mariaberger Klosterkirche den passenden Rahmen für Konzerte, die in Zusammenarbeit mit dem Gammertinger Schlosskonzert e. V. mehrmals im Jahr angeboten werden.
Eine im 2. Viertel des 14. Jahrhunderts am Bodensee hergestellte Christus-Johannes-Gruppe, heute im Landesmuseum Württemberg in Stuttgart (Inv. Nr. E 514), stammt vermutlich aus Mariaberg.

## Gegenwart: Mariaberg e.V.

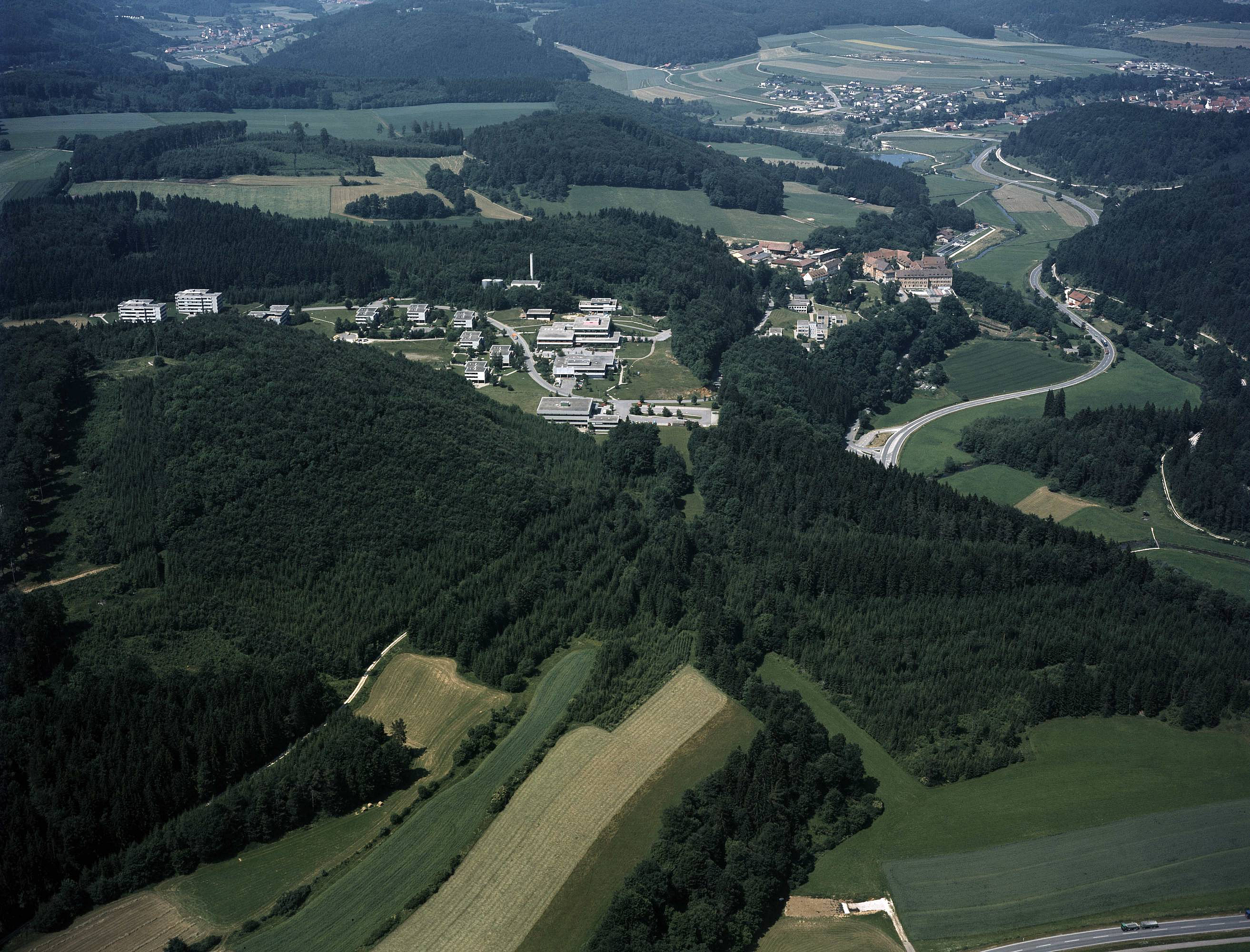
Gesamtanlage (1985)

Mariaberg ist Hauptsitz der diakonischen Einrichtung für Jugend- und Behindertenhilfe Mariaberg e. V. (bis 2008 Mariaberger Heime e. V.).
Es gibt eine nahezu eigenständige Ortsinfrastruktur mit verschiedenen zur Einrichtung gehörenden handwerklichen und hauswirtschaftlichen Betrieben, in denen mehrere Fachpraktiker-Ausbildungen und Berufsvorbereitungsmaßnahmen für Lernbehinderte oder anderweitig sozial benachteiligte und verhaltensauffällige Jugendliche durchgeführt werden.
Des Weiteren befinden sich in Mariaberg eine Werkstatt für behinderte Menschen, in der vor allem Kabeltrommeln produziert werden, drei Sonder-/Förderschulen für unterschiedliche Klientel (Rall-Schule, Wittmann-Schule und Karl-Georg-Haldenwang-Sonderberufsschule), das diakonische Institut für soziale Berufe (Heilerziehungspflege, Heilpädagogik, Jugend- und Heimerziehung; vgl. Gotthilf-Vöhringer-Schule), verschiedene betreute Wohngruppen, ein Fachkrankenhaus für Kinder- und Jugendpsychiatrie und weitere medizinische, diagnostische und therapeutische Praxen (Physio- und Ergotherapie, Logopädie, Allgemeinmedizin, Gynäkologie). In Stuttgart (Kooperation mit der Stiftung Liebenau) und Albstadt-Ebingen betreibt Mariaberg Tageskliniken mit teilstationären und ambulanten Angeboten für psychisch erkrankte Kinder und Jugendliche.
Für Kinder mit Behinderung und Kinder mit Entwicklungsverzögerungen oder -störungen existieren Angebote der Frühförderung in Mariaberg und Sigmaringen. Die Mariaberger Tochtergesellschaft Ausbildung & Service gGmbH (A&S) betreibt mehrere Kindergärten (Integrative Ganztageseinrichtungen) in Mariaberg und der Region (Bad Saulgau, Trochtelfingen und seinem Stadtteil Hausen an der Lauchert, Meßkirch, Stetten a. k. M.). Im Auftrag mehrerer Gemeinden betreibt die A&S auch Jugendbüros, bietet Mobile Jugendarbeit an und hat die Schulsozialarbeit an mehreren Schulen übernommen. Im Gesundheits- und Familienzentrum Mariabergs befinden sich zudem eine Kinderkrippe und ein Familienforum mit Beratungs- und Kursangeboten für Eltern.
Im Zuge der Umsetzung der UN-Konvention zur Inklusion von Menschen mit Behinderung werden von gesetzlicher Seite von den Einrichtungen der Behindertenhilfe ambulante und gemeindeintegrierte Angebote verlangt. Mariaberg bietet solche Wohnformen in der Behinderten- sowie Jugendhilfe in den Landkreisen Sigmaringen, Zollernalb, Alb-Donau, Biberach und Reutlingen an (Stand Oktober 2016) und plant weitere Wohnmöglichkeiten zu erschließen, um die Teilhabe von Menschen mit Behinderung in der Gesellschaft zu ermöglichen.
Der Mariaberg e. V. ist einer der größten Arbeitgeber der näheren Region (rund 1.600 Mitarbeiter) und eine bedeutende soziale und sozialpsychiatrische Einrichtung im Landkreis Sigmaringen, deren Aktivitäten sich mit unterschiedlichen Angeboten auf das weitere Kreisgebiet und teilweise auch auf die Nachbarlandkreise erstrecken.
Die Zahl der in Mariaberg selbst tätigen oder stationär betreuten Menschen geht deutlich über die registrierten vor Ort wohnenden Einwohner hinaus. Nach eigenen Angaben zählen zu den von Mariaberg direkt stationär, teilstationär oder ambulant betreuten Klientel etwa 3000 Personen. Indirekt werden die verschiedenen Beratungs- und Serviceleistungen von einer weiteren nicht näher bestimmbaren Anzahl von Menschen, Institutionen und Gruppen wahrgenommen.

## Belege, Anmerkungen
1. ↑  Landesarchivdirektion Baden-Württemberg (Hrsg.): Das Land Baden-Württemberg: amtliche Beschreibung nach Kreisen und Gemeinden, Band 7: Regierungsbezirk Tübingen. Verlag W. Kohlhammer, 1978. S. 797. ISBN 3-17-004807-4.
2. ↑  Benediktinerinnenkloster Mariaberg in der Datenbank Klöster in Baden-Württemberg des Landesarchivs Baden-Württemberg
3. ↑  Gedenken an Euthanasie-Opfer. In: Südkurier vom 25. September 2010.
4. ↑  Mahnwache. Gegen Gewalt und Euthanasie. In: Südkurier vom 8. November 2008.
5. ↑  Vgl. Gammertingen. In: Ulrike Puvogel/Martin Stankowski unter Mitarbeit von Ursula Graf: Gedenkstätten für die Opfer des Nationalsozialismus. Eine Dokumentation. hrsg. von der Bundeszentrale für politische Bildung. 2., überarbeitete und erweiterte Auflage, Bonn 1995, ISBN 3-89331-208-0, S. 38.
6. ↑  Geschichte zum Anfassen. Am 11. September ist Tag des Denkmals. In: INFO Der Südfinder, Ausgabe Sigmaringen-Bad Saulgau vom 7. September 2011.
7. ↑  Kunstgeschichte. Böhm führt durch die Barockkirche. In: Schwäbische Zeitung vom 13. Juni 2009.
8. ↑  Barocke Kunst. Mariaberg bietet Kirchenführung an. In: Schwäbische Zeitung vom 27. Mai 2010.
9. ↑  Christus-Johannes-Gruppe. In: Sammlung Online. Landesmuseum Württemberg, abgerufen am 13. April 2024.